# 仙游今报
仙游今报是一份由中共仙游县委和湄洲日报社主管、湄洲日报社主办的县级报纸。其总部位于中华人民共和国福建省莆田市仙游县它的前身是创立于1985年的仙溪乡讯，专门服务于仙游籍的海外华侨。2013年5月，仙游今报获批改名，并于同年6月正式创刊。其创刊宗旨是提升仙游县的经济实力和文化软实力。仙游今报有8个报版，从创刊至2016年，其年发行量达到了2.3万份。

## 历史
历史上，仙游曾有过县级报纸，但是因为各种原因，报纸停刊。仙游今报的前身是创办于1985年的仙溪乡讯。该报纸专门服务于仙游籍的海外华侨。截止至1992年，其已发行了57期。
2013年5月，仙溪乡讯获批改名为仙游今报。随后，仙游今报开始筹备工作，进行了题写报名、设计标志，培训通讯员等工作。
2013年6月8日，仙游今报正式创刊，并发表发刊词《用今天点亮明天》。
2015年7月23日，仙游今报和仙游县异地商会签订了《仙游异地商会参与农乡公益事业合作协议书》。
2023年6月9日至11日，仙游今报社举办创刊十周年粉丝节。